# Сотирова, Елена Христовна
Елена Христовна Сотирова, в девичестве — Каситериди (1927 год, село Дагва, Аджарская АССР, ССР Грузия — 31 мая 1983 года, село Дагва, Кобулетский район, Аджарская АССР, Грузинская ССР) — колхозница колхоза имени Ворошилова Дагвинского сельсовета Кобулетского района Аджарской АССР, Грузинская ССР. Герой Социалистического Труда (1949).

## Биография
Родилась в 1927 году в крестьянской семье в селе Дагва Аджарской АССР. Окончила местную сельскую школу. С 1944 года в колхозе имени Ворошилова Кобулетского района с усадьбой в селе Дагва, первым председателем которого с 1933 года был Христо Лавасас. Трудилась на чайной плантации в звене Перикли Лукича Каситериди в бригаде, которую возглавлял Георгий Полихронович Павлиди.
В 1948 году собрала 6215 килограмм сортового зелёного чайного листа с площади 0,5 гектара. Указом Президиума Верховного Совета СССР от 29 августа 1949 года удостоена звания Героя Социалистического Труда за «получение высоких урожаев сортового зелёного чайного листа и цитрусовых плодов в 1948 году» с вручением ордена Ленина и золотой медали «Серп и Молот» (№ 4643).
Этим же указом званием Героя Социалистического Труда были награждены председатель колхоза Христо Елефтерович Лавасас и одиннадцать тружеников колхоза, в том числе агроном Герасим Панаётович Андреади, звеньевые Перикли Лукич Каситериди, Лазарь Диитриевич Кимициди, Стилиан Иванович Салвариди, колхозники Калиопи Анестиевна Павлиди, Анести Христофорович Мурадов, Ольга Петровна Мурадова, Феофиолакт Христофорович Неаниди, София Дмитриевна Симвулиди, Хатиджа Мамудовна Эминадзе.
Воспитала пятерых детей. Трудилась в колхозе до своей кончины в мае 1983 года. Похоронена на местном сельском кладбище.
Награды
- Герой Социалистического Труда
- Орден Ленина
- Орден Трудового Красного Знамени (01.09.1951)
- Медаль Материнства 2 степени